# اسماعیل‌آباد (مشهد)
اسماعیل‌آباد یک منطقهٔ مسکونی در ایران است که در دهستان طوس، بخش مرکزی شهرستان مشهد در استان خراسان رضوی واقع شده‌است. اسماعیل‌آباد ۲٬۰۸۳ نفر جمعیت دارد.اکثر جمعیت این منطقه اهل تسنن هستند.